# Валиев, Урак
Урак Валиев (18 октября 1912 года, село Кабадиан, Кабадианское бекство, Бухарский эмират — 1982 год, село Кабодиён, Курган-Тюбинская область, Таджикская ССР) — бригадир тракторной бригады Микоянабадской МТС Микоянабадского района Сталинабадской области, Таджикская ССР. Герой Социалистического Труда (1948).

## Биография
Родился в 1912 году мусульманской семье в селе Кабадиан Кабадианского бекства (сегодня — село Кабодиён). С 1930 года — рядовой колхозник хлопководческого колхоза «Кизил Таджикистан» Кабадианского района. Окончив курсы механизаторов, с 1931 года трудился трактористом, механиком тракторной бригады Кабадианской (с 1936 года — Микоянабадской) МТС.
С 1941 года участвовал в Великой Отечественной войне. После войны демобилизовался и возвратился в родное село, где продолжил трудиться бригадиром тракторной бригады Микоянабадской МТС.
В 1947 году тракторная бригада под руководством Урака Валиева собрала в среднем с каждого гектара по 40 центнеров египетского хлопка на участке площадью 60 гектаров. Указом Президиума Верховного Совета СССР от 1 марта 1948 года удостоен звания Героя Социалистического Труда за «получение высокого урожая хлопка при выполнении колхозом обязательных поставок и натуроплаты за работу МТС в 1947 году и обеспеченности семенами зерновых культур для весеннего сева 1948 года» с вручением ордена Ленина и золотой медали «Серп и Молот».
В 1949 году вступил в ВКП(б). В последующие годы трудился механиком на этой же МТС, которая позднее была реорганизована в колхоз имени Карла Маркса Микоянабадского района. Потом трудился в межколхозном объединении «Сельхозтехника». С 1967 года — слесарь-сантехник Управления дорожного хозяйства № 8 Шаартузского района.
В 1968 году вышел на пенсию. Персональный пенсионер союзного значения. Проживал в родном селе Кабодиён, где скончался в 1982 году.
Награды
- Герой Социалистического Труда
- Орден Ленина
- Почётная Грамота Президиума Верховного Совета Таджикской ССР.
- Заслуженный механизатор сельского хозяйства Таджикской ССР (1958).